# Jaehoon Ahn
Jaehoon Ahn (13. maj 1941 i Pyongyang, Nord-Korea – 1. juni 2011 i USA) var en nordkoreansk-amerikansk journalist.
Ahn flygtede sammen med sin familie fra deres hjem i Pyongyang, hvor hans familie havde boet i flere generationer, til Sydkorea i løbet af en nat da Ahn var fem år gammel i håb om at undslippe kommunismen. I 1960 modtog Ahn en bachelorgrad fra Seoul National University. Ahn blev pensioneret fra Radio Free Asia i 2007. Ahn arbejdede som undersøgende journalist for Washington Post i USA i mere end femoggyve år, frem til 1996. Han var også med til at etablere radiostationen Radio Free Asia i Korea som ble grundlagt i 1997. Ahn ansatte også de første journalister til radiostationen kort efter etableringen.
Ahn sad også som bestyrelsesmedlem i U.S. Committee for Human Rights in North Korea som kæmpede for menneskerettigheder i Nordkorea. Jaehoon Ahn døde af komplikationer fra et blødende sår ved et sygehus i Virginia Beach i den amerikanske delstat Virginia, den 1. juni 2011, i en alder af 70 år. Ahn efterlod sig sin kone, Soonhoon Lee Ahn, som han havde været gift med i 42 år, to døtre, Soomie Lee Ahn og Yoomie Lee Ahn, fire søstre og en bror, samt tre børnebørn. Hans far døde i juni 1997. 